# Conotrachelus leucophrys
Conotrachelus leucophrys – gatunek chrząszcza z rodziny ryjkowcowatych.

## Zasięg występowania
Ameryka Południowa, występuje w Brazylii.

## Budowa ciała
Przednia krawędź pokryw szersza od przedplecza. Ciało pokryte bardzo krótką szczecinką.
Głowa i przedplecze bordowe. Pokrywy jasnobrązowe z kępą gęstych, białych włosków w tylnej części.